# Christof Weil

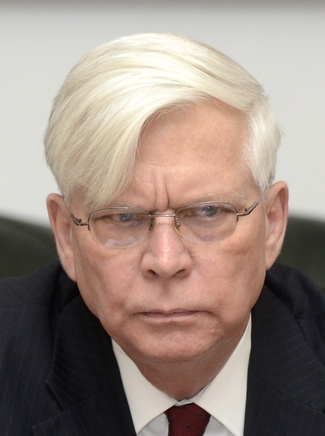
Christof Weil im Januar 2015

Christof Weil (* 11. Januar 1954 in Heilbronn) ist ein deutscher Diplomat. Er war unter anderem von 2008 bis 2009 Botschafter der Bundesrepublik Deutschland im Irak, von 2010 bis 2012 in Belarus und zwischen 2012 und 2016 Botschafter in der Ukraine. Zuletzt war er von 2016 bis 2019 deutscher Botschafter in Portugal.

## Leben
Weil studierte Rechtswissenschaften an der Ruprecht-Karls-Universität Heidelberg. Dort machte er auch sein Referendariat und legte 1981 seine Promotion zum Dr. jur. mit einer Dissertation zum Thema Interventions- und haftungsrechtliche Aspekte grenzüberschreitender Rundfunksendungen ab. Von 1981 bis 1982 war er Assistent an der Universität Montpellier sowie danach ab 1982 Referent beim Senator für kulturelle Angelegenheiten Wilhelm Kewenig (CDU) in Berlin (West).
1983 trat er ins Auswärtige Amt ein und machte bis 1985 seine Attaché-Ausbildung. Von 1985 bis 1986 war er beim Deutschland- und Berlin-Referat des Auswärtigen Amtes tätig; von 1986 bis 1989 bei der Botschaft Moskau in der Sowjetunion, von 1989 bis 1991 bei der Botschaft Brasília in Brasilien, von 1991 bis 1994 beim NATO-Referat des Auswärtigen Amtes, von 1994 bis 1997 bei der Botschaft in Warschau (Polen), von 1997 bis 1999 Planungsstab des Auswärtigen Amtes, von 1999 bis 2003 beim Internationalen Sekretariat der NATO in Brüssel. Ab 2003 war er Leiter des Referats für Europäische Sicherheits- und Verteidigungspolitik des Auswärtigen Amts. Von 2007 bis 2008 war er als Fellow am Weatherhead Center for International Affairs der Universität Harvard in Boston (USA) tätig.
Im August 2008 wurde er zum Botschafter der Bundesrepublik in Bagdad im Irak ernannt und war dort bis 2009 tätig. Seit 2010 war er deutscher Botschafter in Belarus. 2012 wurde er als Nachfolger von Hans-Jürgen Heimsoeth Botschafter in der Ukraine. 2016 ging er als Botschafter nach Portugal, wo er im Juli 2019 durch Martin Ney abgelöst wurde.
Er ist mit Christine Weil verheiratet, mit ihr hat er zwei Kinder.

## Veröffentlichungen
- Interventions- und haftungsrechtliche Aspekte grenzüberschreitender Rundfunksendungen, Dissertation, Universität Heidelberg, 1981, ISBN 3-428-04977-2.